# Елмер Бернстайн
Е́лмер Бернста́йн (англ. Elmer Bernstein; 4 квітня 1922, Нью-Йорк — 6 квітня 2005, Лос-Анджелес США) — композитор, виконавець (піаніст) (США), автор музики до кінострічки «Досить сучасна Міллі», удостоєний «Оскара» (1967).

## Біографія
Рід сягає коріннями в Україну: в Україні народилася мати Елмера Бернстейна — Селма Фейнштейн. З однофамільцем Леонардом Бернстайном Елмер був добре знайомим, але вони не були родичами.
Навчався в Джульярдській школі в Нью-Йорку.
Першим фільмом, до якого Елмер Бернстайн написав музику, був «Суботній герой» (1951). Всього ж 200 кінострічок супроводжує музика композитора, яку слухачі сприймають як самостійні твори. Серед фільмів, добре відомих, насамперед назвемо «Велику втечу», «Чудову сімку», «Вбити пересмішника».
Упродовж 50-річної творчої діяльності 14 разів номінувався на «Оскар».

## Фільмографія
- 1952 — Раптовий страх / Sudden Fear
- 1955 — Людина із золотою рукою / The Man with the Golden Arm
- 1956 — Десять заповідей / The Ten Commandments
- 1960 — Чудова сімка / The Magnificent Seven
- 1962 — Убити пересмішника / To Kill a Mockingbird
- 1962 — Птахолов з Алькатраса / Birdman of Alcatraz
- 1963 — Велика втеча / The Great Escape
- 1963 — Сторож / The Caretakers
- 1969 — Шовкопряд / The Gypsy Moths
- 1969 — Справжня мужність / True Grit
- 1976 — Найвлучніший / The Shootist
- 1980 — Аероплан! / Airplane!
- 1980 — Сатурн 3 / Saturn 3
- 1980 — Гольф-клуб / Caddyshack
- 1980 — Гаянська трагедія: Історія Джима Джонса / Guyana Tragedy: The Story of Jim Jones
- 1981 — Важкий метал / Heavy Metal
- 1981 — Шосе Хонкі-Тонк / Honky Tonk Freeway
- 1981 — Обрані / The Chosen
- 1983 — Помінятися місцями / Trading Places
- 1983 — Космічний мисливець: Пригоди в забороненій зоні / Spacehunter: Adventures in the Forbidden Zone
- 1984 — Мисливці на привидів / Ghostbusters
- 1988 — Кумедна ферма / Funny Farm
- 1991 — Оскар / Oscar
- 1991 — Мис Страху / Cape Fear
- 1993 — Скажений пес і Глорія / Mad Dog and Glory
- 1993 — Хороший син / The Good Son
- 1995 — Сусіди по кімнаті / Roommates
- 1995 — Канадський бекон / Canadian Bacon
- 1996 — Куленепробивний / Bulletproof
- 1997 — Благодійник / The Rainmaker
- 1998 — Сутінки / Twilight
- 1999 — Воскрешаючи мерців / Bringing Out the Dead
- 1999 — Дикий, дикий Вест / Wild Wild West
- 1999 — У безодні океану / The Deep End of the Ocean
- 2000 — Зберігаючи віру / Keeping the Faith
- 2002 — Далеко від раю / Far from Heaven
- 2002 — Банди Нью-Йорка / Far from Heaven (роботу відхилено)